# Приморское (Харьковская область)
Примо́рское (укр. Приморське; до 2016 г. — Новокомсомо́льское) — село, Печенежский поселковый совет, Печенежский район, Харьковская область, Украина.
Код КОАТУУ — 6324655103. Население убывает и по переписи 2001 года составляет 348 (157/191 м/ж) человек.

## Географическое положение
Село Приморское находится на левом берегу реки Сухой Бурлук, которая через 1,5 км впадает в Печенежское водохранилище. Выше по течению на расстоянии в 3 км расположено село Новый Бурлук. На расстоянии в 1,5 км находится плотина Печенежского водохранилища и система искусственных прудов.
Рядом проходит автомобильная дорога Т-2111.

## Экономика
- Фермерское хозяйство «Элита».

## Объекты социальной сферы
- Детский сад.
- Школа. Закрыта в 2009 году.
- Фельдшерско-акушерский пункт.

## Достопримечательности
- Братская могила советских воинов и памятный знак воинам-односельчанам. Похоронено 107 воинов.